# Stazione di Roma Trastevere
La stazione di Roma Trastevere è una fermata ferroviaria della città di Roma situata in piazza Flavio Biondo alle spalle del rione Trastevere, in contatto con la zona Marconi e nei pressi del quartiere Portuense. È la quinta stazione della capitale dopo Roma Termini, Roma Tiburtina, Roma Ostiense e Roma Porta San Paolo.

## Storia
Inizialmente posizionata più verso il centro, nella piazza Ippolito Nievo, fu arretrata nell'attuale posizione l'11 maggio 1911, ma la vecchia stazione continuò a funzionare come scalo merci e officina veicoli fino al 1950.
Già stazione, venne trasformata in fermata nel 1989.

## Strutture e impianti
La gestione degli impianti è affidata a Rete Ferroviaria Italiana ed è situata nel punto di congiunzione della linea Roma-Fiumicino Aeroporto con la Roma-Pisa.
Il fabbricato viaggiatori fu progettato dall'ingegner Paolo Bo.
Dal punto di vista dell'esercizio si tratta di una fermata all'interno del piazzale ferroviario di Roma Ostiense. Nei lavori di ristrutturazione del nodo romano effettuati in occasione dei Mondiali del 1990 sono stati tolti gli scambi: pertanto non esiste alcuna possibilità di manovra fra i 6 binari, che risultano rigidamente assegnati alle 3 linee (1 e 2 alla Tirrenica, 3 e 6 alla linea per Viterbo, 4 e 5 alla linea per l'aeroporto).

## Movimento
Nella stazione transitano anche le ferrovie regionali FL1, FL3 e FL5.
La stazione costituisce il quarto scalo ferroviario della capitale per numero di passeggeri, dopo Roma Termini, Roma Tiburtina e Roma Ostiense, con circa 5 milioni di passeggeri annui.

## Servizi
La stazione, che RFI classifica nella categoria gold, dispone di:
- Biglietteria a sportello
- Biglietteria automatica
- Sala d'attesa
- Servizi igienici
- Bar
- Posto di Polizia ferroviaria
- Deposito bagagli con personale
- Deposito bagagli automatico

## Interscambi
- Fermata tram (Staz.ne Trastevere, linee 3 e 8)
- Fermata autobus ATAC
- Stazione taxi